# Pickering, North Yorkshire
Pickering este un oraș în comitatul North Yorkshire, regiunea Yorkshire and the Humber, Anglia. Orașul se află în districtul Ryedale.